# Philodromus fallax
Philodromus fallax es una especie de araña cangrejo del género Philodromus, familia Philodromidae. Fue descrita científicamente por Sundevall en 1833.
Los machos miden de 3 a 4 mm y la hembra 5,1 mm.

## Distribución
Esta especie se encuentra en Europa, Turquía, Rusia, Mongolia, República Popular China y las montañas del Cáucaso.